# Desa Kedungharjo (administrativ by i Indonesien, lat -7,38, long 111,15)
Desa Kedungharjo är en administrativ by i Indonesien.   Den ligger i provinsen Jawa Timur, i den västra delen av landet, 500 km öster om huvudstaden Jakarta.